# Diabetes tipo II y ejercicio
La diabetes mellitus es una enfermedad que se caracteriza por un aumento de los niveles de glucosa en la sangre. La glucosa no entra de forma adecuada en el interior de las células del organismo., La hormona responsable de que la glucosa se introduzca en el interior de las células es la insulina. Cuando hay un déficit de insulina hablamos de la diabetes tipo I, mientras que, si lo que ocurre es que la insulina no realiza de forma adecuada su labor a nivel de las células, hablamos de la diabetes tipo II.
El ejercicio físico es la actividad física recreativa, que se realiza en momentos de ocio o de tiempo libre, es decir, fuera del trabajo o actividad laboral. La realización de cualquier actividad física conlleva un gasto energético que se realiza inicialmente sobre la base del consumo de ácidos grasos y glucosa, lo cual en una persona con diabetes mellitus es beneficioso, ya que disminuye la cantidad de ésta en la sangre. Sin embargo, una idea generalizada bastante incorrecta que se tiene de la práctica del ejercicio físico es la de que dichos efectos positivos se producen meramente por su práctica, sin explicar con precisión cuáles deben ser los contenidos, volumen e intensidad de dicha práctica, de acuerdo a las características y circunstancias del individuo.,
Los efectos beneficiosos del ejercicio físico no se limitan al consumo de glucosa, pues se trata de una actividad también recomendada en numerosas alteraciones de la salud del ser humano, como la hipertensión arterial, cardiopatía isquémica, dislipemias, osteoporosis, obesidad, enfermedades pulmonares crónicas, y un largo etcétera, siendo especialmente efectiva su práctica en la  prevención primaria y la obtención de un estilo de vida saludable.
Este artículo muestra las consideraciones básicas que habrá que tener en cuenta para la realización del ejercicio por parte de diabéticos tipo II.

## Nociones básicas sobre la Diabetes mellitus tipo II
Los niveles altos de glucemia en la sangre (hiperglucemia) tienen como consecuencia una serie de alteraciones en el normal funcionamiento del organismo:
- Alteraciones metabólicas, que podrán ser agudas (hiperglucemias o hipoglucemias que pueden llevar hasta el coma) o crónicas, con acúmulo de sustancias por parte del organismo.
- Daño de los pequeños vasos sanguíneos (microangiopatía).
- Daño de los vasos sanguíneos grandes (macroangiopatía)
- Daño de los nervios periféricos (polineuropatía].

Cuando la enfermedad lleva un tiempo establecida y, sobre todo, si no se controla adecuadamente, estas alteraciones van a dar lugar a otras patologías derivadas de la diabetes II, como son:
- Dislipemias y como consecuencia arteriosclerosis, esteatosis hepática u obesidad.
- Estrechamiento y daño de los vasos sanguíneos y como consecuencia hipertensión arterial, daño renal (nefropatía diabética), daño en la retina (retinopatía diabética) y daños en el corazón y cerebro (cardiopatía isquémica, isquemia cerebral).
- Alteraciones en los nervios sensitivos y del sistema nervioso autónomo, que conllevan impotencia, pérdida de la sensibilidad, ulceraciones (pie diabético), trastornos intestinales, alteraciones del ritmo cardíaco, etcétera.

Simplificando, podríamos decir que los riesgos en un diabético vienen representados por las alteraciones metabólicas, la isquemia de tejidos y secundariamente de los órganos y las alteraciones de la sensibilidad, factores que pueden mejorar gracias al ejercicio físico.

## Conceptos básicos sobre el ejercicio

### Intensidad
El ejercicio se basa en la actividad muscular, la cual viene determinada por el consumo de oxígeno y el gasto energético. Cuanto más gasto energético y consumo de oxígeno requiera una actividad física, tanto más intensa podrá considerarse ésta. Evidentemente, no es lo mismo dar un cómodo paseo por el parque que correr una maratón. 
Para medir la intensidad de un ejercicio tomaremos como referencia la capacidad aeróbica máxima o volumen de oxigenación máximo (VO2), que sería la cantidad máxima de oxígeno que es capaz de utilizar nuestro organismo al realizar un ejercicio físico intenso. Dos son los factores fundamentales que determinan la cantidad de oxígeno utilizada por nuestros tejidos: la cantidad de aire que pueden recibir nuestros pulmones y la velocidad a la que éste llega a los tejidos, es decir, el ritmo con el que late el corazón. Así, al tener los pulmones una cantidad máxima de aire que pueden tomar de la atmósfera, la cantidad de oxígeno vendrá realmente determinada por la variación de la frecuencia cardíaca. A más frecuencia cardíaca más oxígeno llega a los tejidos, y, por tanto, más grande será el volumen de oxigenación. La frecuencia cardíaca es un parámetro fácil de determinar, pues basta con tomarse el pulso. Así, podemos sustituir la VO2 por la frecuencia cardíaca máxima (FCM), que sería el límite máximo al cual debe latir nuestro corazón ante la realización de un esfuerzo físico para mantenernos dentro de límites de seguridad. Esta FCM es muy fácil de calcular. Basta con restarle a 220 la edad en años. Ejemplo: una persona de cincuenta años tendrá una FCM de 220-50 = 170.
La intensidad de un ejercicio podría clasificarse de la siguiente manera:
| Intensidad de los ejercicios en función de la FCM y la VO2. |                                              |                                           |
| Intensidad del ejercicio                                    | Porcentaje sobre la frecuencia cardíaca max. | Porcentaje sobre la VO2 máx.              |
| - Muy leve. - Leve. - Moderado. - Intenso. - Muy intenso.   | - <35 - 35 - 54 - 55 - 69 - 70 - 89 - >90    | - <20 - 20 - 39 - 40 - 59 - 60 - 84 - >85 |

En las personas diabéticas el tipo de ejercicio recomendado sería de  moderado a intenso, es decir, entre el 60% y el 80% de la FCM, empezando por valores más bajos y subiendo paulatinamente conforme el sujeto va teniendo práctica en la realización del ejercicio.
Para calcularlo veamos un ejemplo:
Diabético de 50 años con 70 pulsaciones en reposo:
220-50 = 170 ; A este resultado se le restan las pulsaciones en reposo: 170 -70 = 100.
El 60% sería 100 x  0.60 = 60  Este resultado es el margen que tenemos de aumento de frecuencia cardíaca. Como la frecuencia en reposo era de 70, entonces 70 + 60 = 130, que sería el límite de pulsaciones.
El límite de este sujeto al realizar ejercicio físico serían 130 latidos por minuto, no debiendo sobrepasar esta frecuencia cardíaca bajo riesgo de tener complicaciones derivadas del ejercicio.
Cuando el sujeto ya tiene costumbre de practicar ejercicio, podrá subir hasta el 80%, lo que daría un límite de 80+70 = 150 pulsaciones por minuto.
Los diabéticos pueden tener alteración de los nervios que dependen del sistema nervioso autónomo, responsable entre otras cosas de marcar el ritmo al que late el corazón. Para evitar complicaciones derivadas de este hecho, es aconsejable iniciar el ejercicio físico con niveles aún menores de la FCM, en torno al 40%, e ir subiendo progresivamente hasta alcanzar el mínimo del 60%, límite en el cual la actividad física empieza a ser realmente eficaz. En el caso del ejemplo anterior, serían 110 pulsaciones por minuto.

### Duración
El gasto calórico es un fundamento básico ligado al ejercicio. Sin embargo, las sustancias que proporcionan esa energía al organismo podrán variar en virtud de factores tales como la intensidad y la duración del ejercicio. Así, si el ejercicio es de intensidad leve a moderada la energía es aportada fundamentalmente por los ácidos grasos, y la duración puede ser superior a dos horas. Conforme la intensidad va subiendo, se va consumiendo de forma mixta glucosa y ácidos grasos, no debiendo superar su duración las dos horas. Finalmente, cuando la intensidad es muy alta, el consumo es preferentemente de glucosa y la duración no debe exceder la hora.
Esto nos da una explicación de por qué en los diabéticos se desaconsejan intensidades altas del ejercicio, ya que el riesgo de desequilibrios en los niveles de glucemia es muy elevado.
Las recomendaciones al diabético serán, pues, realizar actividades de baja intensidad durante 5 a 10 minutos al inicio del ejercicio, que se irán subiendo paulatinamente hasta realizar una actividad de intensidad moderada durante un máximo de 30 a 45 minutos en personas con capacidad cardiopulmonar ya adaptada.

### Tipo de actividad
Un ejercicio en donde la fuente energética proviene de los ácidos grasos, solos o junto a la glucosa, y que se realiza en presencia de abundancia de oxígeno, es considerado como un ejercicio aeróbico. Por el contrario, un ejercicio de máxima intensidad, con consumo preferente de glucosa, habitualmente de corta duración y realizado con escasez de oxígeno, se conoce como ejercicio anaeróbico. Cada uno tiene sus beneficios diferenciados, siendo el caso que, para el paciente diabético, es de elección el ejercicio aeróbico, dados sus mayores ventajas cardiopulmonares y metabólicas.

### Efectos benéficos del ejercicio
Diversos estudios demuestran que sujetos portadores de diabetes tipo II poseen niveles de consumo de oxígeno inferiores a los no diabéticos. A este respecto, numerosos autores han corroborado que el ejercicio físico realizado de forma constante mejora el consumo de oxígeno por parte de las células.
Por otra parte, los niveles de glucosa después de un  ejercicio se observan disminuidos en los diabéticos. La magnitud de este cambio va a estar en directa relación con la duración y la intensidad del ejercicio y también por los niveles de glucosa encontrados antes del ejercicio. Esta reducción es atribuible en parte a una disminución de la producción de glucosa hepática, mientras que el consumo por parte del músculo se incrementa normalmente. La disminución de los niveles sanguíneos de glucosa se mantiene por un tiempo después de efectuado el ejercicio. Esto se observa cuando el ejercicio posee una intensidad moderada, es decir, que supera el 50% de la capacidad máxima de consumo de oxígeno del paciente.
Otro efecto benéfico del ejercicio es el incremento de la sensibilidad de las células a la insulina, que permanece entre 12 a 14 horas tras el esfuerzo.
Entre los pacientes de diabetes tipo 2 son comunes los niveles altos de grasa en el hígado, lo que contribuye al riesgo de enfermedades cardíacas. Muy recientemente (septiembre de 2008), Kerry Stewart y sus colaboradores de la Johns Hopkins University School of Medicine (Estados Unidos), realizaron un estudio sobre la repercusión del ejercicio sobre la grasa hepática. Los resultados mostraron una disminución de la misma (5,6%, frente al 8,5% del grupo que no hizo ejercicio), así como otras mejoras en la capacidad física de los participantes: disminución del perímetro abdominal (74 cm. frente a 104 cm), disminución del peso corporal (un 6% menos) y aumento de la ingesta máxima de oxígeno (un 13% más). Estos resultados mejorarían el pronóstico en cuanto a desarrollar enfermedad cardiovascular o insuficiencia hepática en los diabéticos tipo II.

## Estado previo del diabético

### Contraindicaciones para la realización de ejercicio físico
De igual forma que algunos deportistas han de mantenerse un tiempo separados de la actividad física, debido a lesiones incipientes que podrían empeorar con el ejercicio, existen una serie de consideraciones en los diabéticos que aconsejan suspender el ejercicio mientras estas estén presentes. Siguiendo las directrices de la American College of Sport Medicine, las principales contraindicaciones temporales serían:
- Presencia de glucemias superiores a 250 mg/dL antes de iniciar el ejercicio
- Presencia de infecciones activas

Por otra parte, hay una serie de lesiones que obligan a un riguroso control. Estas lesiones serían:
- Retinopatía diabética proliferativa o con fotocoagulación reciente, debido al riesgo elevado de desprendimiento de retina.
- Nefropatía diabética, dado que el ejercicio por sí mismo origina proteiunuria
- Polineuropatía que afecte especialmente a los pies, debido al aumento de riesgo de ulceraciones e infecciones en los mismos
- Neuropatía con afectación del sistema nervioso autónomo, debido al riesgo de taquicardias durante la realización del ejercicio

De estas consideraciones se deduce la necesidad de hacer una completa exploración al diabético candidato a realizar el ejercicio físico, destinada por una parte a descartar las patologías relacionadas con anterioridad, y por otra a detectar otras posibles alteraciones que pudieran influir también negativamente en los resultados del ejercicio. Según la American Diabetes Association está recomendada la realización de un test de esfuerzo en pacientes que vayan a realizar un esfuerzo de intensidad moderada a alta siempre que sean mayores de 35 años o que lleven más de diez siendo diabéticos.

## Fases del ejercicio
Cualquier ejercicio bien diseñado requiere de unos gradientes pensados con el objeto de obtener la máxima eficacia y el menor número de inconvenientes en la realización de la actividad. 
Se iniciará con un calentamiento, consistente en una actividad aeróbica de baja intensidad durante 5 a 10 minutos, con el objeto de ir preparando el corazón, los pulmones y los músculos para una actividad más intensa y de mayor duración. Tras el calentamiento puede ser aconsejable un período de estiramiento realizado fundamentalmente sobre los grupos musculares que actuarán en el ejercicio físico previsto, y de una duración de entre 5 y 10 minutos. 
Ya estamos en condiciones de realizar la actividad física propuesta, adaptada a los condicionantes de intensidad y duración vistos anteriormente.
Finalmente iremos descendiendo la intensidad del ejercicio durante otros 5 a 10 minutos, hasta alcanzar una frecuencia cardíaca similar a la que se tenía antes de empezar el ejercicio físico. Este sería el período de enfriamiento.

## Tipos de ejercicios recomendados
Según la intensidad de los mismos se puede recomendar:
- Ejercicios suaves: no requieren suplemento dietético para su realización
  - Caminar
  - Pescar

- Ejercicios moderados: requieren un suplemento dietético para evitar hipoglucemias (una pieza de fruta por cada hora de actividad)
  - Montar en bicicleta
  - Natación suave
  - Montar a caballo
  - Golf
  - Tenis de mesa
  - Baile suave
  - Actividades de grupo suaves: baloncesto o voleibol

- Ejercicios intensos: el suplemento dietético no ha de incorporar además proteínas (una fruta entera) por cada hora de actividad
  - Ciclismo rápido
  - Carrera
  - Baile intenso
  - Natación intensa
  - Tenis o bádminton
  - Montañismo
  - Actividades de grupo con intensidad normal: baloncesto, rugby, etcétera

## Otras consideraciones
Para algunos autores, la referencia de la frecuencia cardíaca como elemento de control no es aconsejable y menos aun cuando estos pacientes toman algún fármaco hipoglicemiante o beta bloqueante, al igual que cuando presentan neuropatías autonómicas que alteran la frecuencia cardíaca de reposo y también de esfuerzo. Dichos autores proponen instruir al paciente en la percepción del grado de esfuerzo o cansancio para medir la intensidad del esfuerzo. No obstante, esto también presenta una importante dificultad, por lo que habrá que valorar también otras alternativas.
Otra consideración importante es que los diabéticos presentan una predominancia de fibras musculares del tipo II, lo que implica una menor capilarización de la fibra muscular y una menor predisposición para el metabolismo oxidativo, por lo que los ejercicios de larga duración no son confortables para ellos en los inicios del programa.,